# Apamea contigua
Apamea contigua là một loài bướm đêm trong họ Noctuidae.